# Hypogeomys
Hypogeomys es un género de roedores miomorfos de la familia Nesomyidae; solo una especie viva. Son endémicos de Madagascar.

## Especies
Se reconocen las siguientes:
- †Hypogeomys australis G. Grandidier, 1903
- Hypogeomys antimena A. Grandidier, 1869